# Prequelle
Prequelle – czwarty album studyjny szwedzkiego zespołu heavymetalowego Ghost, który został wydany 1 czerwca 2018 roku. Singlem promującym album jest utwór "Rats". Okładkę zaprojektował Zbigniew M. Bielak.

## Lista utworów
1. "Ashes" – 1:21
2. "Rats" – 4:21
3. "Faith" – 4:29
4. "See the Light" – 4:05
5. "Miasma" – 5:17
6. "Dance Macabre" – 3:39
7. "Pro Memoria" – 5:39
8. "Witch Image" – 3:30
9. "Helvetesfönster" – 5:55
10. "Life Eternal" – 3:27

Deluxe 7"
1. "It's a Sin" (cover Pet Shop Boys)
2. "Avalanche" (cover Leonarda Cohena)